# Turi King

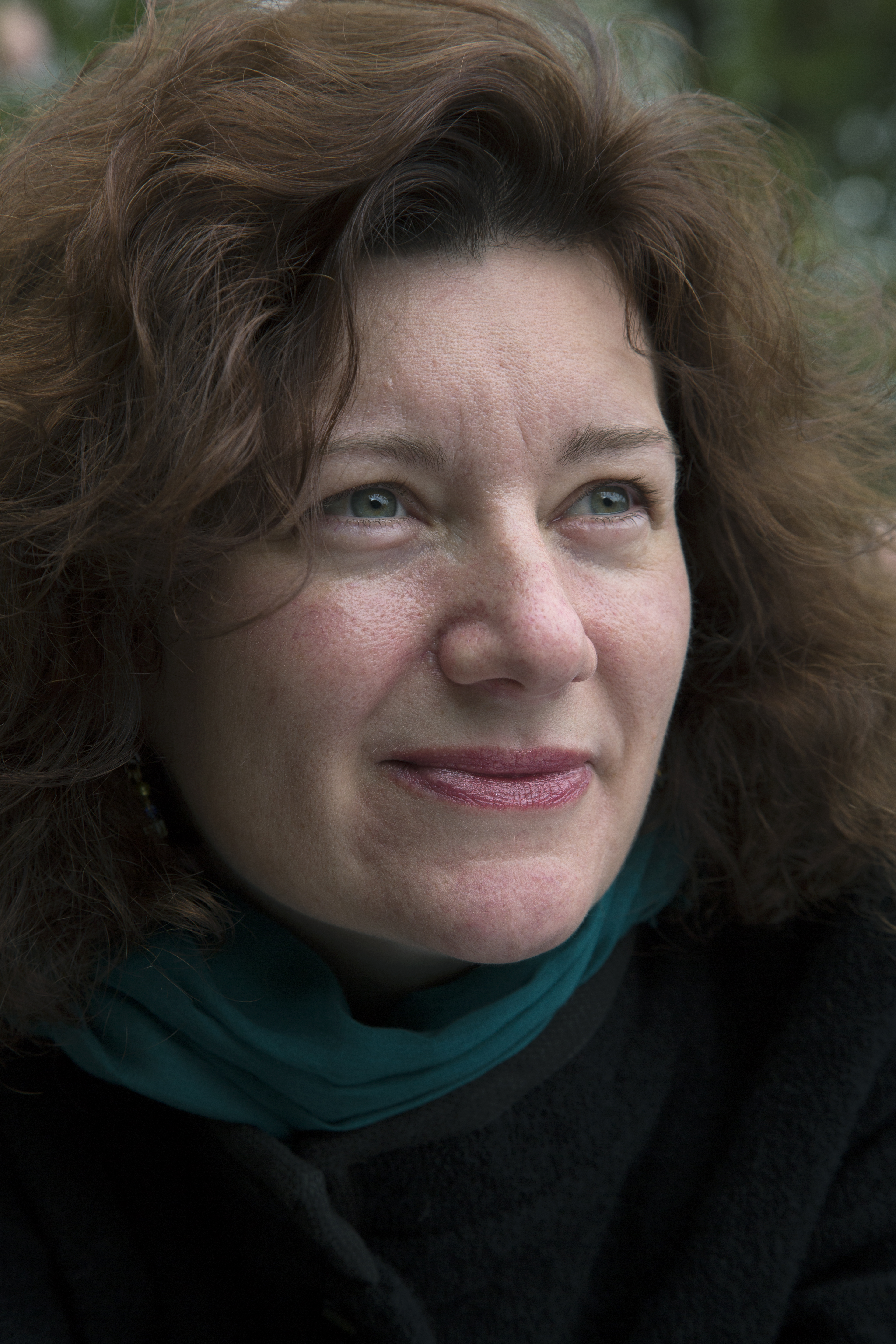
Turi King, 2015

Turi Emma King (* 31. Dezember 1969 in Nottingham, England) ist eine kanadisch-britische Genetikerin, Archäologin und Hochschullehrerin. Sie ist Professorin für Public Engagement und Genetik an der University of Leicester und in drei verschiedenen Bereichen der Universität tätig, der Abteilung für Genetik und Genombiologie, der Abteilung für Archäologie und Alte Geschichte sowie Außenbeziehungen. Sie ist dafür bekannt, dass sie die genetische Analyse im Fall König Richard III. (England) geleitet hat.

## Leben und Werk

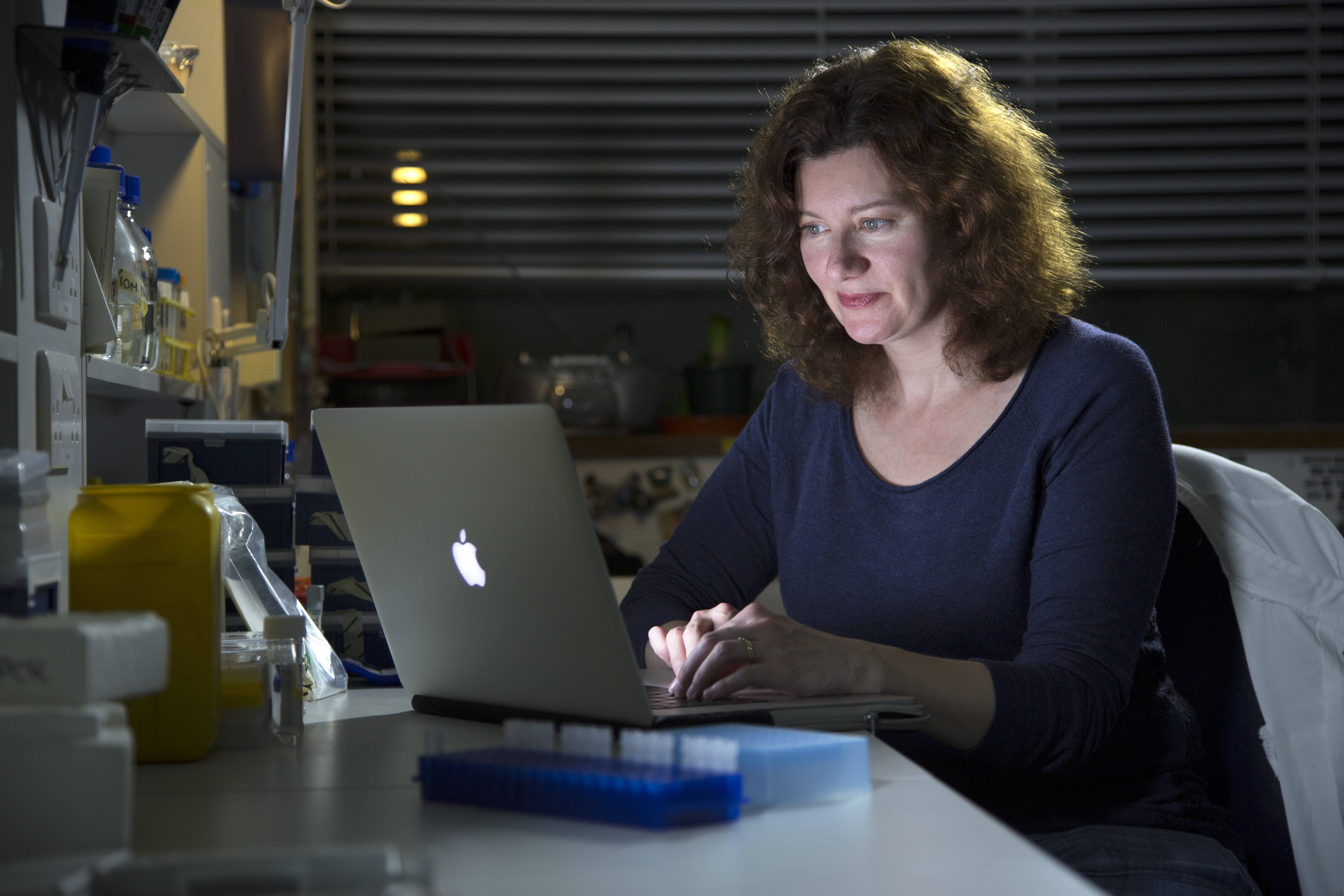
Turi King arbeitet an ihrem Laptop an ihrem Labortisch im Adrian-Gebäude der Universität von Leicester

Turi wuchs in Kanada auf und studierte Archäologie an der University of British Columbia. Sie studierte anschließend mit einem Stipendium Archäologie und Anthropologie am Jesus College (Cambridge), wo sie ihr Studium mit einem Bachelor of Arts (Hons) abschloss. Mit einem Stipendium studierte sie dann in der Abteilung für Genetik der Universität Leicester und erhielt einen Master of Science-Abschluss in Molekulargenetik. Sie promovierte dort als Stipendiatin des Wellcome Trust (Wellcome Trust Prize Studentship) in Molekulargenetik über genetische Genealogie. Ihre preisgekrönte Dissertation untersuchte die Beziehung zwischen Y-chromosomalen Haplotypen und britischen Nachnamen und kombinierte forensische DNA-Techniken mit Geschichte und Genealogie.

## Arbeitsgebiet Genetik mit Geschichte, Archäologie, Geographie, Forensik und Epidemiologie
Ihre Forschung zur Verbindung von Y-Chromosom und Familiennamen setzte sie fort und leitete ein Projekt zur Ermittlung des genetischen Erbes der Wikinger im Norden Englands. Ab 2012 leitete sie das Forscherteam, das sich mit der DNA-Identifizierung der mutmaßlichen Überreste Richards III. befasste. Ihre genetische Analyse, die 2014 seine sterblichen Überreste identifizierte, führte 2015 zu seiner erneuten Beisetzung in der Kathedrale von Leicester. Ihre Arbeit als Leiterin der DNA-Analyse von Richard III. wurde als Aufklärung eines der größten forensischen DNA-Fälle in der Geschichte beschrieben und bestätigte nicht nur, dass es sich bei den Überresten um die des letzten Plantagenet-Königs handelte, sie enthüllte auch Hinweise auf seine Augenfarbe und Haarfarbe.
Sie ist Projektmanagerin für ein Projekt mit dem Titel The Impact of Diasporas on the Making of Britain. Dabei wird moderne DNA verwendet, um die Migrationen nach Großbritannien im ersten Jahrtausend n. Chr. zu untersuchen, unter Einbeziehung der Archäologie, Linguistik, Genetik, Geschichte und Sozialpsychologie.
King arbeitet auch mit dem Jamestown Rediscovery-Projektteam und identifiziert Überreste, von denen man annimmt, dass sie von einem Mann stammen, der das frühe Amerika geprägt hat. Möglicherweise handelt es sich um Sir George Yeardley, der 1627 starb. Sir George Yeardley war einer der ersten Siedler von Jamestown und leitete die erste repräsentative Regierung, bekannt als die Generalversammlung von Virginia. Wie beim King-Richard-III.-Projekt extrahierte King DNA aus den Überresten, um sie mit lebenden Verwandten abzugleichen und zu versuchen, ihn als einen der Gründerväter der amerikanischen Demokratie zu identifizieren.
Sie arbeitete an einem Projekt, bei dem es um die Sequenzierung der ältesten bekannten domestizierten Katze auf der Seidenstraße ging. Die Katze stammt aus dem 9. Jahrhundert aus Jankent, Kasachstan. Dieses Projekt identifizierte das früheste bekannte Katzengenom einer domestizierten Katze.

## Öffentlichkeitsarbeit
Neben Vorträgen und Workshops hat sie bei zahlreichen Fernseh- und Radioprogrammen mitgewirkt und war dort als Beraterin tätig. 2018 wurde sie auch zur Professorin für öffentliches Engagement an der Universität Leicester ernannt, in Anerkennung des Beitrags, den sie dazu leistet, die Wissenschaft der breiten Öffentlichkeit zugänglich zu machen.
Sie ist bekannt für die Mitwirkung an der Seite von Stacey Dooley in der Fernsehserie DNA Family Secrets, die seit März 2021 auf BBC Two ausgestrahlt wird. 2023 arbeitete sie gemeinsam mit Stacey Dooley in einer Serie, in der sie untersuchte, welche Auswirkungen die forensische Wissenschaft auf sechs ungelöste Fälle haben könnte.
Sie ist Ehrenmitglied der British Science Association, Mitglied der Society of Biology, Mitglied der Society of Antiquaries of London, Mitglied der Chartered Society of Forensic Sciences und Mitglied der International Society of Forensic Geneticists.

## Auszeichnungen
- 2016: Irving K Barber Lecture, Vancouver Institute, Vancouver
- 2016: Queen’s Lecture in Berlin[10]
- 2016: President’s Award der University of Leicester
- 2016: Honorary Fellow der British Science Association[11]
- 2017: East Midlands Women’s Award für herausragende Frauen im MINT-Bereich
- 2017: Fellow der Royal Society of Biology
- 2017: Fellow der Higher Education Authority
- 2018: JBS Haldane Lecture der Genetics Society
- 2019: Darwin Day Lecture des Milner Center for Evolution
- 2019: Best-Practice-Auszeichnung der Kampagne zum Internationalen Frauentag für die Leitung einer Veranstaltung für IWD
- 2019: Wade-Vorlesung zum 50-jährigen Jubiläum des North Staffordshire Medical Institute
- 2019: Weihnachtsvorlesungen der Royal Institution in Japan
- 2020: Präsidentin des Adelphi Genetics Forum in London

## Veröffentlichungen (Auswahl)
- What can Genetics Tell us about Vikings in the Wirral and West Lancashire?. In Harding, Stephen E.; Griffiths, David; Royles, Elizabeth (eds.). In Search of Vikings: Interdisciplinary Approaches to Scandinavian Heritage of North-West England. CRC Press., 2014, S. 165–78, ISBN 978-1-4822-0759-0.
- Subdividing Y-chromosome haplogroup R1a1 reveals western-European-specific sub-haplogroups, including candidate 'Viking' dispersal lineages. European Journal of Human Genetics volume 29, 2021, S. 512–523.
- Predicting haplogroups using a versatile machine learning program (PredYMaLe) on a new mutationally well-balanced 32 Y-STR multiplex (CombYplex) . 2020, Forensic Science International: Genetics. DOI:10.1016/j.fsigen.2020.102342.
- Evolution of human-animal relationships on the Silk Road: the earliest remains of Felis catus L. (1758). Nature: Scientific Reports. July 9, 2020. doi:10.1038/s41598-020-67798-6.
- Molecular insights into an ancient form of Paget disease of bone. PNAS May 21, 116 (21) DOI: 10.1073/pnas.1820556116.
- Reconciling evidence from ancient and contemporary genomes: A major source for the European Neolithic within Mediterranean Europe. Proceedings of the Royal Society B, DOI:10.1098/rspb.2016.1976
- Large-scale recent expansion of European patrilineages shown by population resequencing. Nature Communications, DOI: 10.1038/ncomms8152.
- Identification of the remains of King Richard III. Nature Communications, DOI: 10.1038/ncomms6631.
- Perimortem trauma in King Richard III: a skeletal analysis. The Lancet, 17. September, 2014. DOI: 10.1016/S0140-6736(14)60804-7.
- mit Emma J. Parkin, Geoff Swinfield, Fulvio Cruciani, Rosaria Scozzari, Alexandra Rosa, Si-Keun Lim, Yali Xue, Chris Tyler-Smith, Mark A. Jobling: Africans in Yorkshire? The deepest-rooting clade of the Y phylogeny within an English genealogy. In: European Journal of Human Genetics. Band 15, Nr. 3, 24. Januar 2007, S. 288–293. doi:10.1038/sj.ejhg.5201771.
- mit Richard Buckley1, Mathew Morris, Jo Appleby, Deirdre O’Sullivan and Lin Foxhall: ‘The king in the car park’: new light on the death and burial of Richard III in the Grey Friars church, Leicester, in 1485 . Antiquity Journal Volume: 87 Number: 336, S. 519–538, Juni 2013.